# Витебская архитектурная школа
Витебская архитектурная школа — оригинальная архитектурная школа, появившаяся во времена деревянного зодчества Витебска в XVII—XVIII веках. На формирование школы оказало влияние культура эпохи Возрождения; дальнейшее развитие в XVIII веке происходило под влиянием западноевропейского барокко. Основными отличиями школы стали ярусные композиции в проектах сооружений; отдельно взятый объём считался самостоятельной архитектурной единицей, что не нарушало общей целостности композиции здания.
Фортификационные сооружения отражают первые традиции школы — стены в виде городни, башни и другие. Башни в плане были прямоугольные и восьмигранные («круглики»). Они могли быть глухими или в них встраивались ворота. Градостроительную систему Витебска формировали строения Верхнего, Нижнего и Возвышенного замков.
В первой половине XVII века были возведены дворцовые сооружения Горского, Шапкина, Огинского.
Памятниками Витебской архитектурной школы являлись здание приказа, двор воеводы, городская ратуша и гостиный двор. Появление объёмно-планировочных композиций в религиозных зданиях напоминает русскую архитектуру.
Архитектурный ансамбль зданий включал в себя несколько объёмов различной формы и величины. Храмовые сооружения имели крестово-центрический вид (4-5 срубов располагались вокруг центрального), на главном фасаде здания находилась колокольня, по всему периметру или со стороны бабинца располагались галереи, примером такого типа сооружения может служить Троицкий Марков монастырь. Отделка фасадов храмов производилась известковой серой штукатуркой с добавлением белых полос как и в черниговском строительстве этого же времени.
Архитектурные сооружения Витебской архитектурной школы можно увидеть только на фотографиях XIX — начала XX века; до настоящего времени они не сохранились.